# Podbołocie
Podbołocie, Podbłocie (biał. Падбалоцце; ros. Подболотье) – wieś na Białorusi, w obwodzie grodzieńskim, w rejonie zelwieńskim, w sielsowiecie Krzemienica.
W dwudziestoleciu międzywojennym miejscowość leżała w Polsce, w województwie białostockim, w powiecie wołkowyskim, w gminie Krzemienica. 16 października 1933 utworzyła gromadę Podbołocie w gminie Krzemienica. Po II wojnie światowej weszła w struktury ZSRR.
W okresie międzywojennym mieściła się tutaj parafia Polskiego Narodowego Kościoła Katolickiego, która w 1932 została włączona w skład ewangelicko-reformowanej Jednoty Wileńskiej.